# Касити

Вавилон під час правління каситів, XIII століття до н. е.

Касити (аккад. kaššū, Кашшу) — стародавні племена, що жили в гірських місцевостях Західного Ірану, у верхів'ях річки Діяла та її приток у північно-західних меж Еламу. Чи були вони тут автохтонами, чи прибульцями — невідомо.

## Мова
Генетичні зв'язки фрагментарно збереженої каситської мови не встановлені.
Висловлюються думки про індоєвропейське походження каситів.

## Історія
Касити спочатку були пастушачим плем'ям і жили в Західному Ірані (Загрос) біля північно-західних меж Еламу. Як ударну силу свого ополчення вони використовували колісниці. Висловлюється припущення, що від каситських вершників походить образ кентаврів. По долині річки Діяла касити здійснювали набіги на Межиріччя в кінці періоду I Вавилонської династії.
Одна з груп каситських племен ще в XVIII столітті до н. е. просунулася навіть в Північне Межиріччя і вийшла до притоку середнього Євфрату Хабуру. Трохи нижче впадання Хабуру в Євфрат у зв'язку з їх вторгненням було відтворено старе Ханейське царство з центром в м Терке. Запанувала тут династія, мабуть, спочатку була аккадсько-аморейська і лише спиралася на збройні сили каситів. Але потім касити самі захопили владу і стали царями.
Завдяки навалі хетів, каситам в 1595 р. до н. е. е. вдалося повалити аморейську династію та встановити контроль над Вавилоном і керувати ним в XVI—XII ст. до н. е. В XV ст. до н. е. каситський цар Улам-Буріаш захоплює південне Межиріччя і нарікає себе «царем Вавилону, царем Шумеру та Аккаду, царем каситів і царем Кар-Дуніашу». Царські укази висікалися на камені кудурру. У XIV ст. до н. е. позначилася Ассирійська небезпека. У каситський період касити перетворилися в привілейований клас вавилонського суспільства, які розділили країну на доми (біту), на чолі дому стояв пан (бел біті), який відав системою місцевого оподаткування та організовував громадські роботи з обслуговування системи іригації. Важливу роль грали жерці та купці. Посилюється культ бога Мардука. Розвиваються відносини з Єгиптом (династичні шлюби, торгівля, листування).
Кінець каситській династії поклала навала еламітів. Останній каситський цар Елліль-надін-аххе потрапив у полон. Намісником Вавилона було призначено еламського ставленика, а еламіти продовжували військові походи на південь і північ країни.